# 卡梅伦·贝格
卡梅伦·贝格（英語：Cameron Baerg，1972年10月17日—），加拿大男子赛艇运动员。他曾代表加拿大参加2004年夏季奥林匹克运动会赛艇比赛，获得男子四人单桨无舵手银牌。